# The Ruts
The Ruts / Ruts DC – brytyjski zespół punkrockowy utworzony w 1977 w Londynie przez wokalistę Malcolma Owena, gitarzystę Paula Foxa, basistę Johna Jenningsa i perkusistę Dave'a Ruffy'ego. Po śmierci Owena w lipcu 1980 pozostali muzycy zmienili nazwę zespołu na Ruts DC i kontynuowali wspólną działalność do 1983. W 2007 formacja (jako Ruts DC) została reaktywowana.

## Historia
Zespół zadebiutował na scenie 25 stycznia 1978 w High Wycombe Town Hall jako support Wayne (później znana jako Jayne County) & The Electric Chairs. 25 kwietnia tego samego roku nagrał w Fair Deal Studio swój pierwszy singel "In a Rut", który ukazał się miesiąc później. Nagrania zwróciły uwagę radiowego dziennikarza i DJ–a Johna Peela, który jeszcze w tym samym miesiącu zaprosił muzyków na sesję nagraniową dla BBC. Jesienią 1978 muzycy wzięli udział w koncercie organizowanym przez Anti–Nazi League występując u boku m.in. The Clash, Buzzcocks i Sham 69. Pod koniec stycznia 1979 The Ruts pojawili się po raz drugi na nagraniach w BBC tym razem na zaproszenie DJ-a Davida Jensena – później była jeszcze druga sesja dla Peela, która miała miejsce w maju. W tym czasie zespół zagrał trasę po Wielkiej Brytanii u boku The Damned.
W czerwcu firma Virgin Records wydała drugiego singla "Babylon's Burning", który dostał się do pierwszej dziesiątki brytyjskiej listy (UK Top 10) zajmując 7 pozycję, a zespół został zaproszony do programu BBC Top of the Pops. W sierpniu ukazał się kolejny singel "Something That I Said", który doszedł do 29 miejsca na brytyjskiej liście.
29 września na rynku pojawił się debiutancki album The Ruts The Crack nagrany pod producenckim okiem Micka Glossopa, który zajął 16 pozycję na brytyjskiej liście najlepiej sprzedających się albumów (UK Albums Chart). Singlowe piosenki "Babylon's Burning" i "Something That I Said" zostały włączone do płyty. Pod koniec października światło dzienne ujrzał czwarty singel "Jah War" utrzymany w stylistyce reggae. 18 lutego 1980 zespół w studiu BBC podczas trzeciej sesji nagraniowej dla Peela zarejestrował utwory: "Demolotion Dancing" i "Secret Solders", które później pojawiły się na albumie Grin & Bear It.
27 marca The Ruts wydali swój piąty singel "Staring at the Rude Boys", który dotarł do 22 miejsca na brytyjskiej liście najlepiej sprzedających się singli (UK Singles Chart). W tym czasie muzycy, którzy od początku 1980 przygotowywali materiał na swoją drugą płytę, a także planowali trasę po USA zostali zmuszeni do odwołania brytyjskich koncertów z powodu Owena, który w tym czasie był uzależniony od heroiny. Po zakończeniu pracy nad kolejnym singlem "West One (Shine On Me)" wokalista został wyrzucony z zespołu. Niewiele później po pertraktacjach z pozostałymi muzykami został przyjęty z powrotem, lecz wkrótce dalszą współpracę z The Ruts przerwała jego śmierć. 14 lipca 1980 został znaleziony martwy w łazience w domu swoich rodziców w Hayes. Malcolm Owen zmarł mając 25 lat w wyniku przedawkowania narkotyków.
Ostatni singel The Ruts "West One (Shine On Me)" pojawił się na rynku 22 sierpnia docierając do 43. miejsca w UK Singles Charts. W grudniu 1980 wytwórnia Virgin wydała drugi album zespołu Grin & Bear It, który stanowi kompilację złożoną z utworów singlowych, koncertowych (ze stycznia 1980) oraz kilku wczesnych nagrań demo.
Po śmierci Owena Fox, Jennings i Ruffy, kontynuowali działalność zmieniając nazwę z The Ruts na Ruts D.C. (D.C. – łac. Da Capo – "powrót do korzeni")a także nawiązali krótką współpracę z Kevinem Coynem w trakcie jego prac nad albumem Sanity Stomp. W kolejnych latach wydali dwa albumy prezentujące różne style muzyczne: Animal Now (maj 1981) i Rhythm Collision (lipiec 1982), po czym w 1983 zespół rozpadł się.
W 1987 firma Strange Fruit należąca do BBC wydała album The Peel Sessions, który zawiera wszystkie nagrania jakich zespół dokonał dla Johna Peela w latach 1979–1980. 
W 2005 ukazał się album Babylon’s Burning: Reconstructed, który zawiera szesnaście różnych remiksów utworu "Babylon's Burning" dokonanych przez różnych wykonawców tj. członków Die Toten Hosen, Apollo 440, Dona Lettsa czy Dreadzone.
21 października 2007 w wieku 56 lat zmarł na raka płuca Paul Fox.

## Muzycy
- Malcolm Owen – wokal (1978–1980)
- Paul Fox – gitara, wokal (1978–1983)
- John "Segs" Jennings – gitara basowa, wokal (1978–1983)
- Dave Ruffy – perkusja (1978–1983)

### Współpracownicy
- Gary Barnacle – saksofon

## Dyskografia

### Albumy

#### The Ruts
- The Crack (Virgin Records, 1979)
- Grin & Bear It (Virgin Records, 1980)
- The Peel Sessions (Strange Fruit, 1987)

#### Ruts DC
- Animal Now (Virgin Records, 1981)
- Rhythm Collision (Bohemian, 1982)

### Single

#### The Ruts
- "In a Rut" / "H–Eyes" (People Unite, 1978)
- "Babylon's Burning" / "Society" (Virgin Records, 1979)
- "Something That I Said" / "Give Youth a Chance" (Virgin Records, 1979)
- "Jah Wars" / "I Ain't Sofisticated" (Virgin Records, 1979)
- "Staring At The Rude Boys" / "Love in Vain" (Virgin Records, 1980)
- "West One (Shine On Me)" / "The Crack" (Virgin Records, 1980)

#### Ruts DC
- "Different View" / "Formula Eyes" (Virgin Records, 1981)
- "Whatever We Do" / "Push Yourself – Make It Work" (Bohemian, 1982)
- "Weak Heart" / "Militant" / "Accusation" (Bohemian, 1983)
- "Stepping Bondage" / "Lobotomy" / "Rich Bitch" (Bohemian, 1983)